# Клименко Леся Михайлівна
Леся Михайлівна Клименко (6 квітня 1934, м. Фастів Київської області — 2012) — українська письменниця, член Національної спілки письменників України (1983).

## Освіта
Закінчила філологічний факультет Київського університету.

## Кар'єра
Працювала на видавничій роботі.
Учителювала, працювала у видавництві і весь час писала, писала вірші.

## Творчість
Авторка збірок: «Ти», «Принеси мені сонця», «Окриленість», «Квіти у квітні», «Побачення», «Літа», «Одним одна печаль», «Мить», «Свято розлуки».
У 1967 вийшла її перша поетична збірка «Ти», потім були «Принеси мені сонце», «Окриленість», «Квіти у квітні», «Одним одна печаль».
В газеті «Сільські вісті» влаштувалася літконсультантом — читати вірші, що надсилали дописувачі у «Вербиченьку», відбирати з них найкращі, стала постійним автором жіночої сторінки.